# Shimoni
Shimoni is een havenplaats in het zuidoosten van Kenia in de provincie Pwani. Het staat bekend om zijn Swahili ruïnes en slavengrotten. De haven wordt uitgebreid vanwege de export van titaniumdioxide. Wasini Island ligt ten zuiden van het dorp.

## Foto's

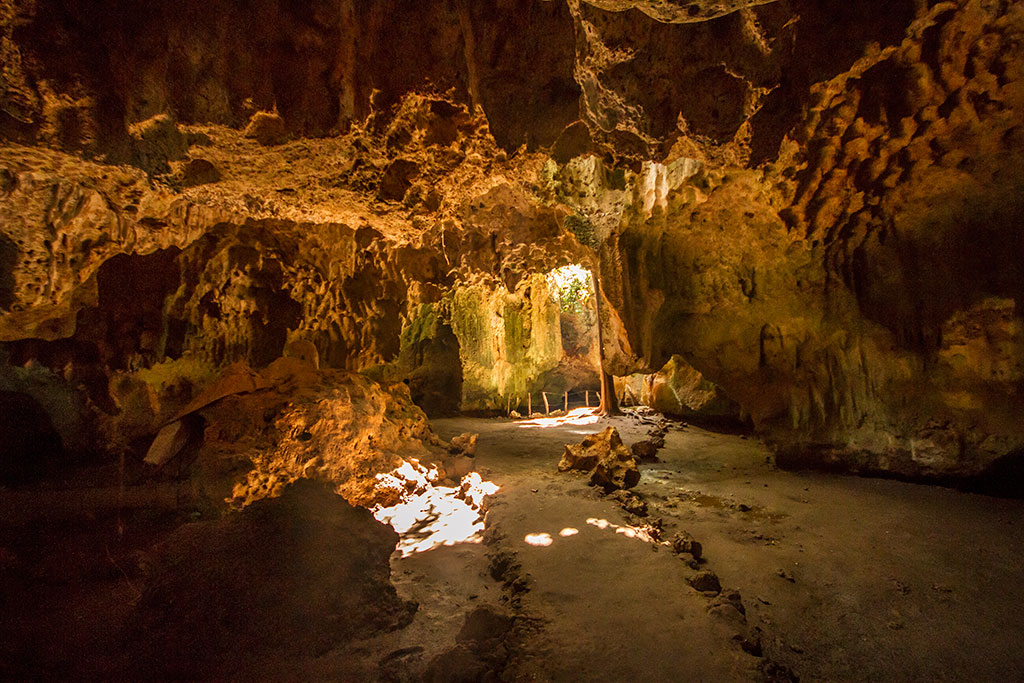
Slavengrotten, in gebruik door slavenhandelaren nu een toeristische attractie
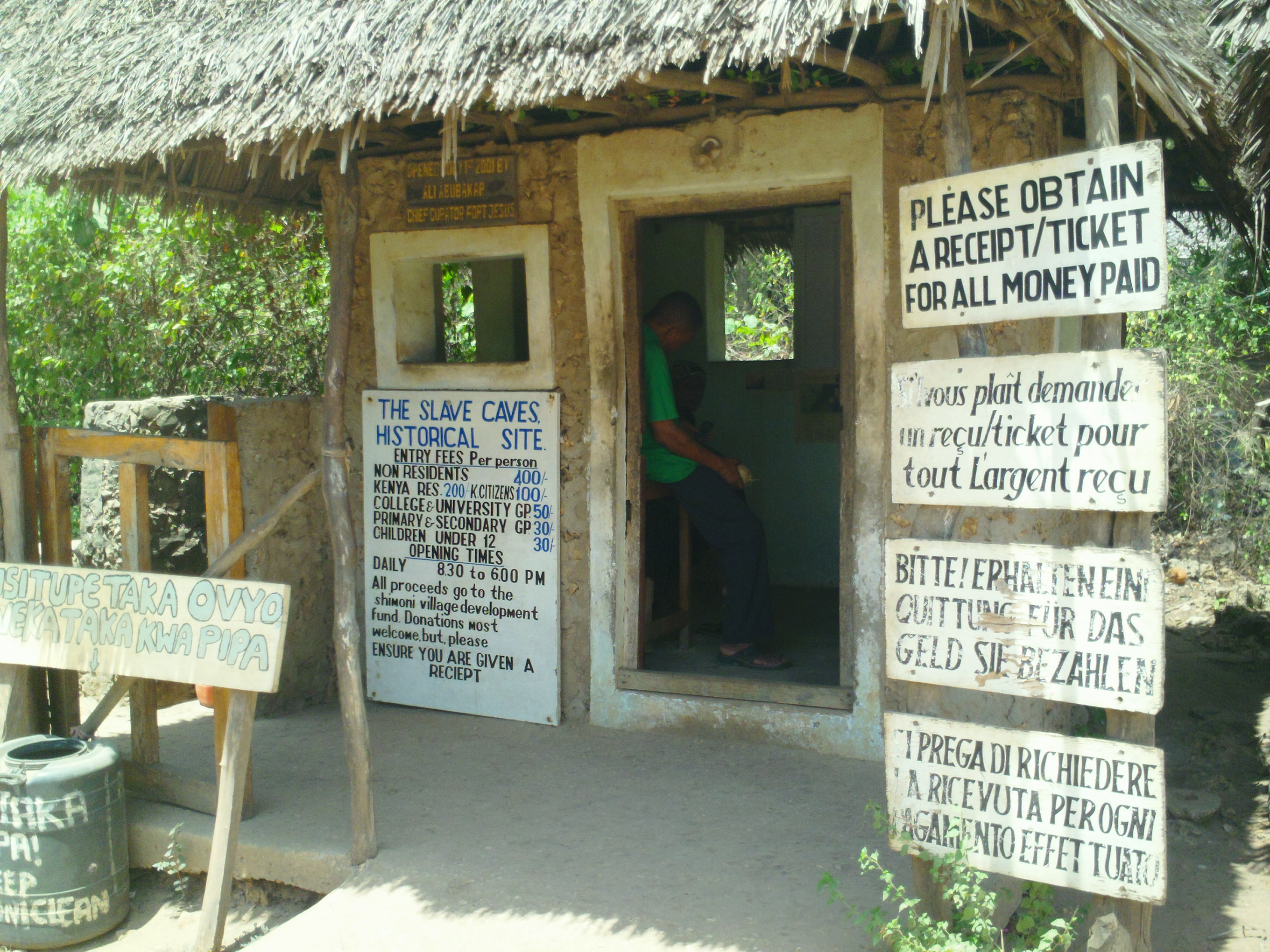
Kantoor bij Slave Caves
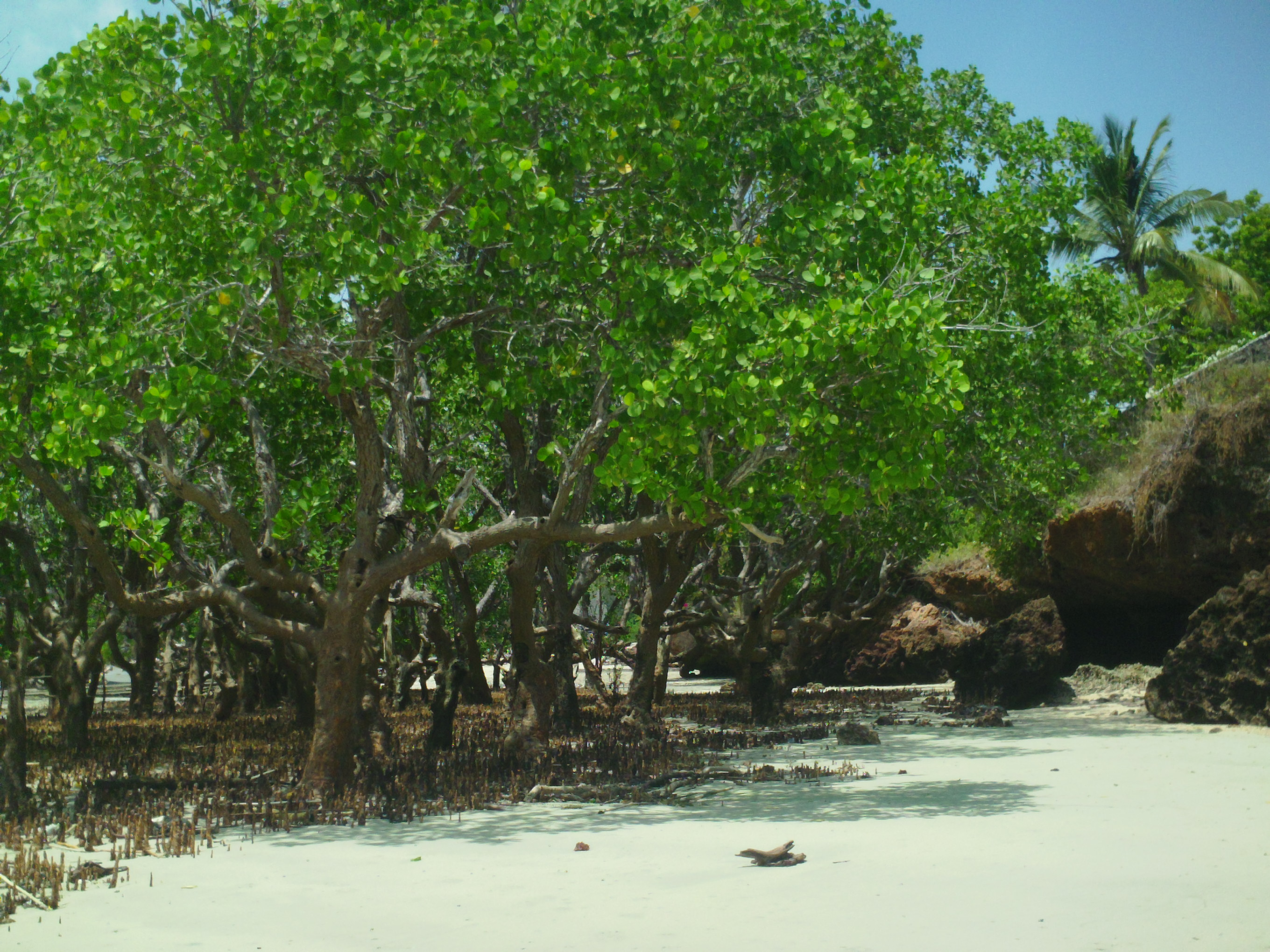
Mangroven boom
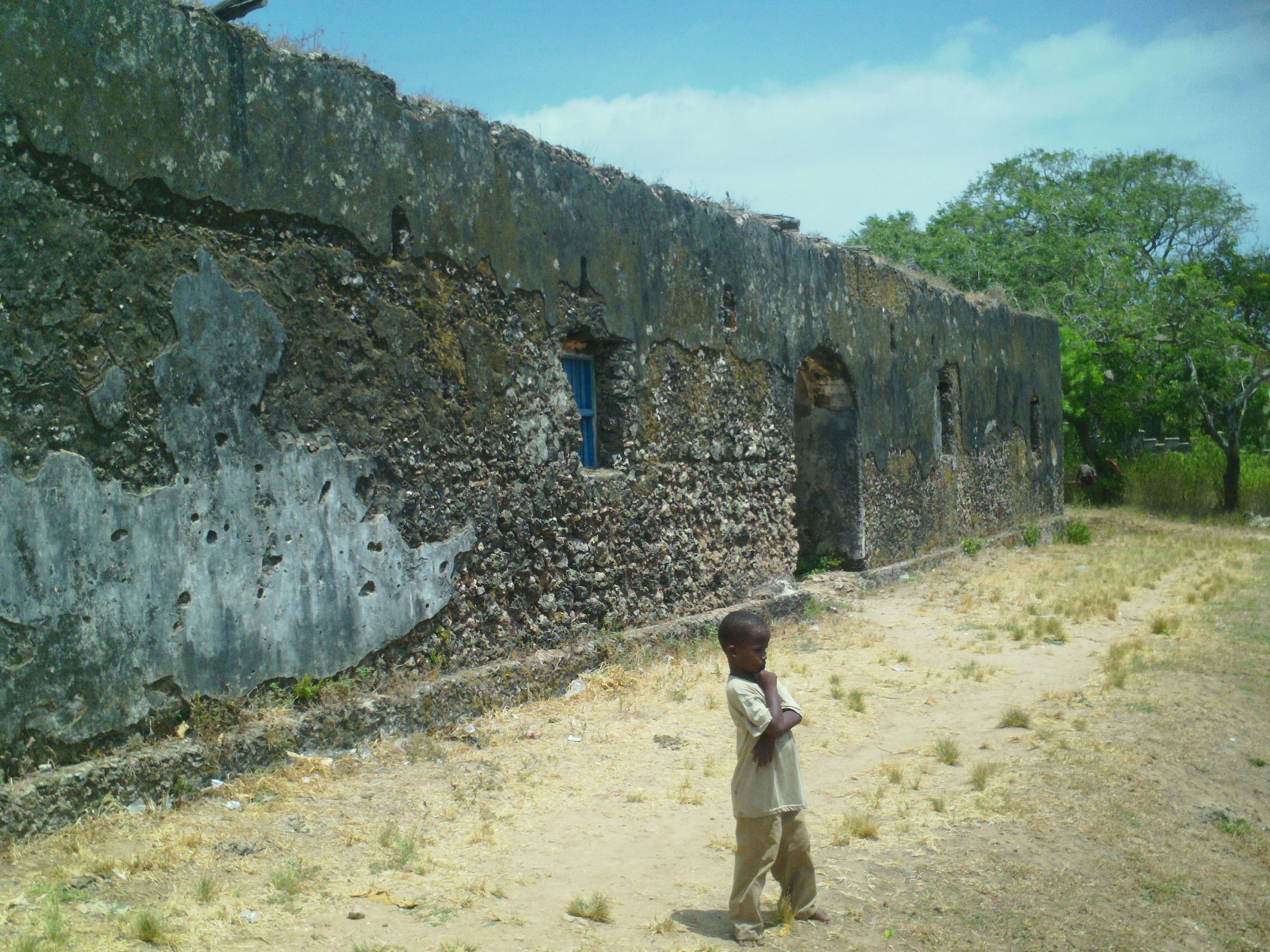
Gevangenis
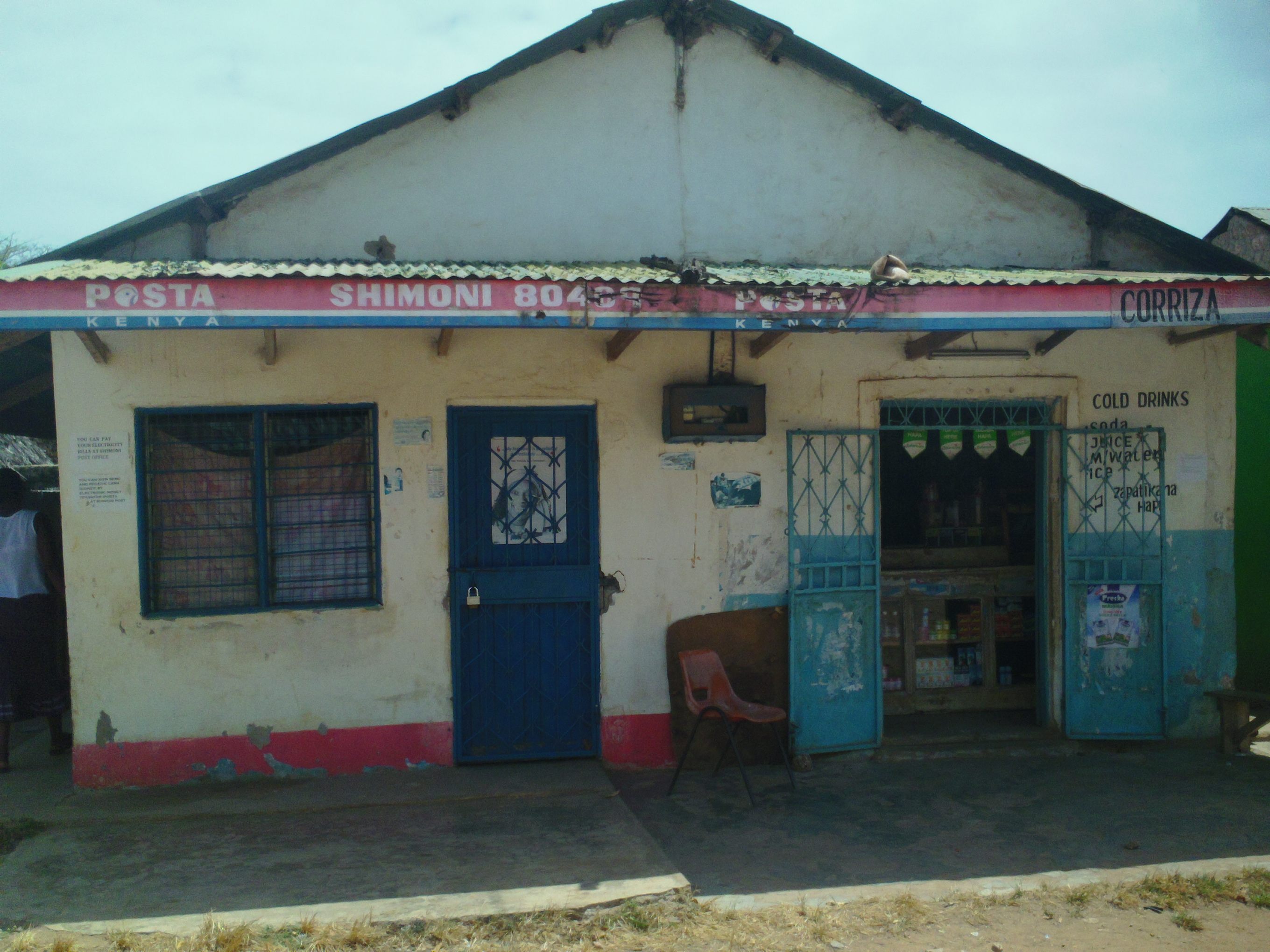
Postkantoor
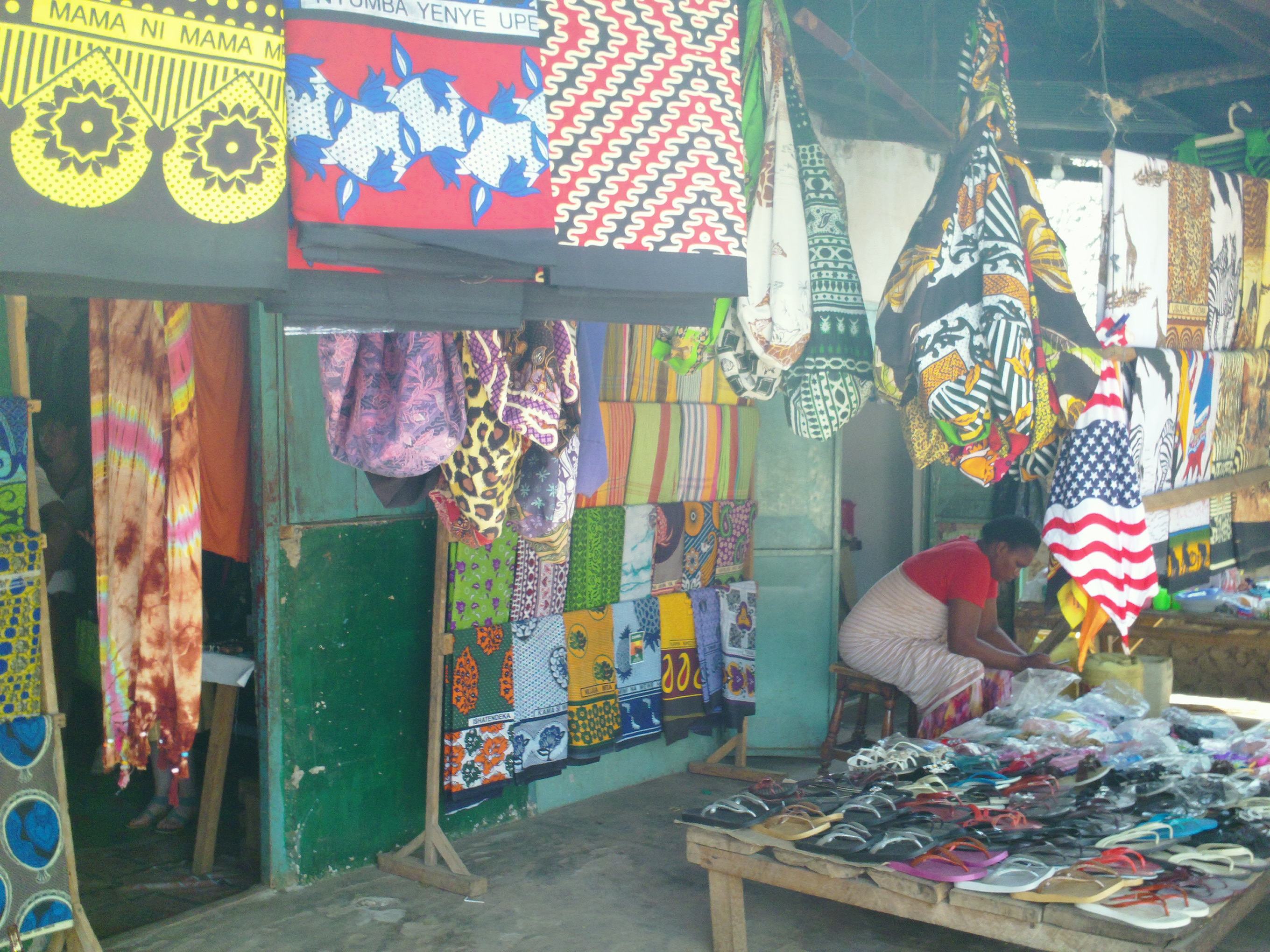
Winkels
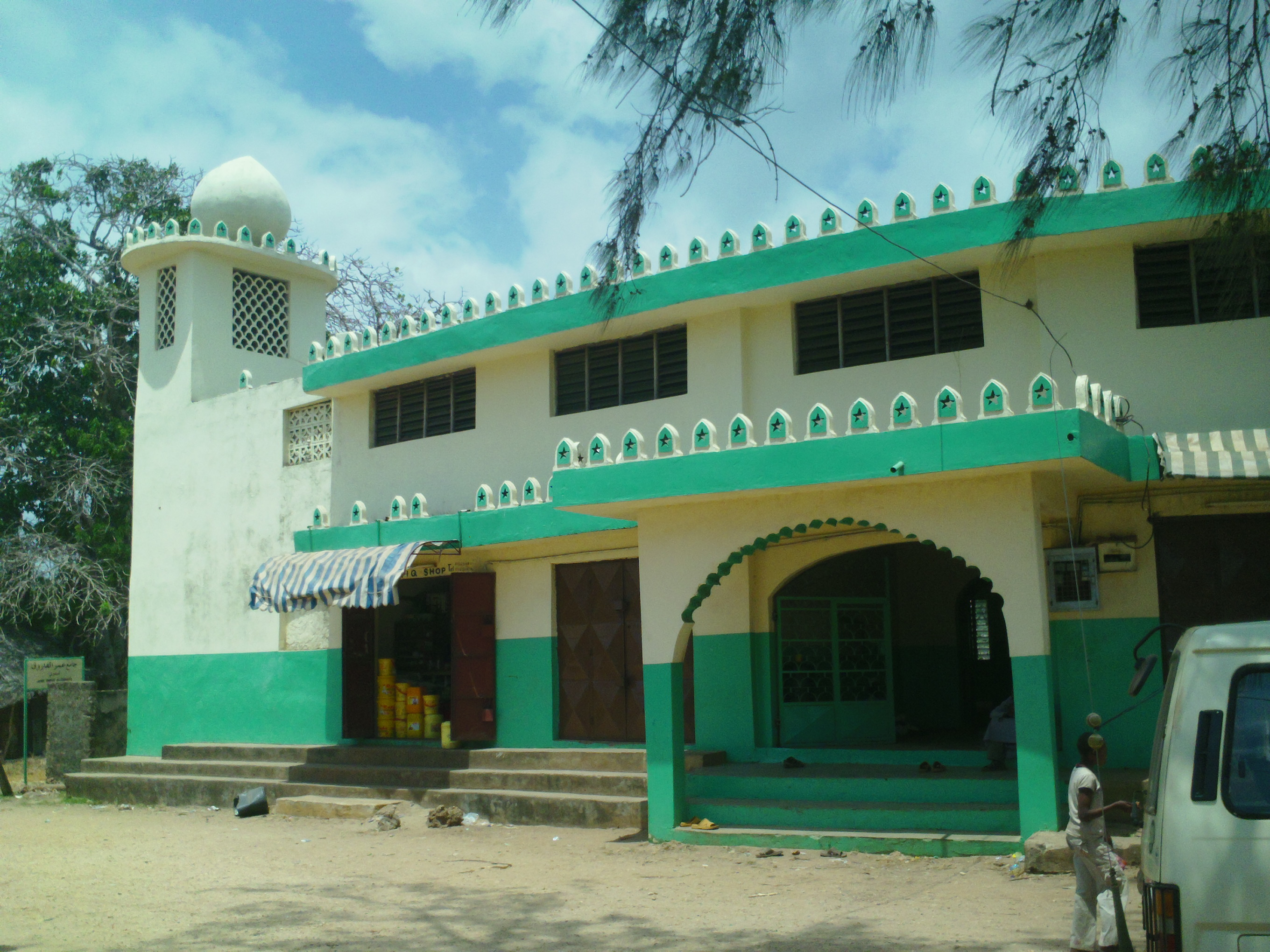
Moskee
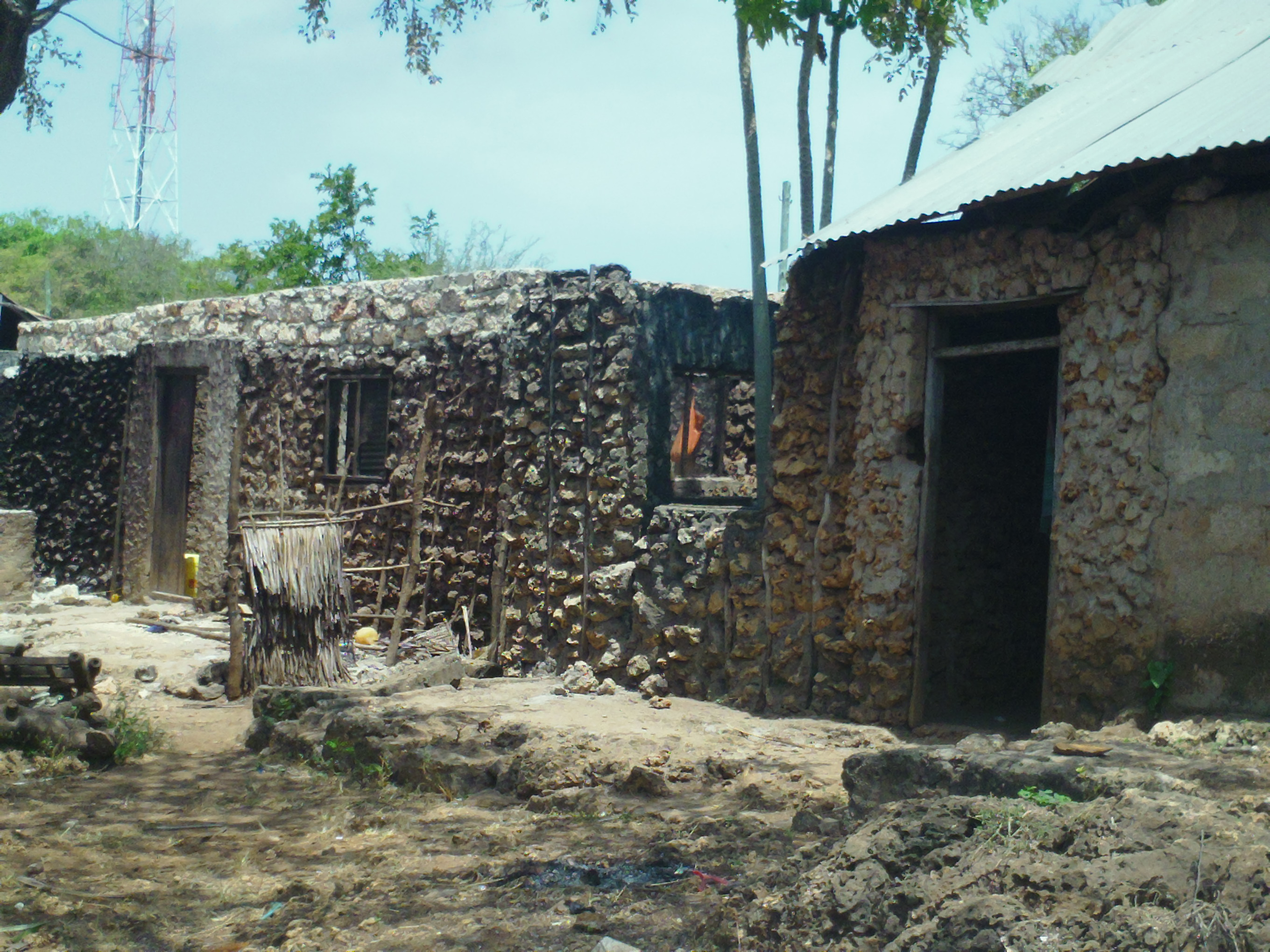
De meeste huizen zijn gebouwd met koraal uit de zee